# Практична стеля
Практи́чна сте́ля літального апарата — найбільша висота, на якій при польоті з постійною горизонтальною швидкістю продовжує мати місце надлишок тяги, достатній для підйому з певною вертикальною швидкістю.
Така вертикальна швидкість зазвичай визначається на рівні 0,5 м/с (або 100 футів на хвилину для літальних апаратів в країнах з англійською системою вимірювання).